# Vide-grenier à domicile
Un vide-grenier à domicile (ou vente de garage au Québec) est une variante des brocantes ou des vide-greniers traditionnels permettant de vendre ses objets directement à son domicile.

## Description

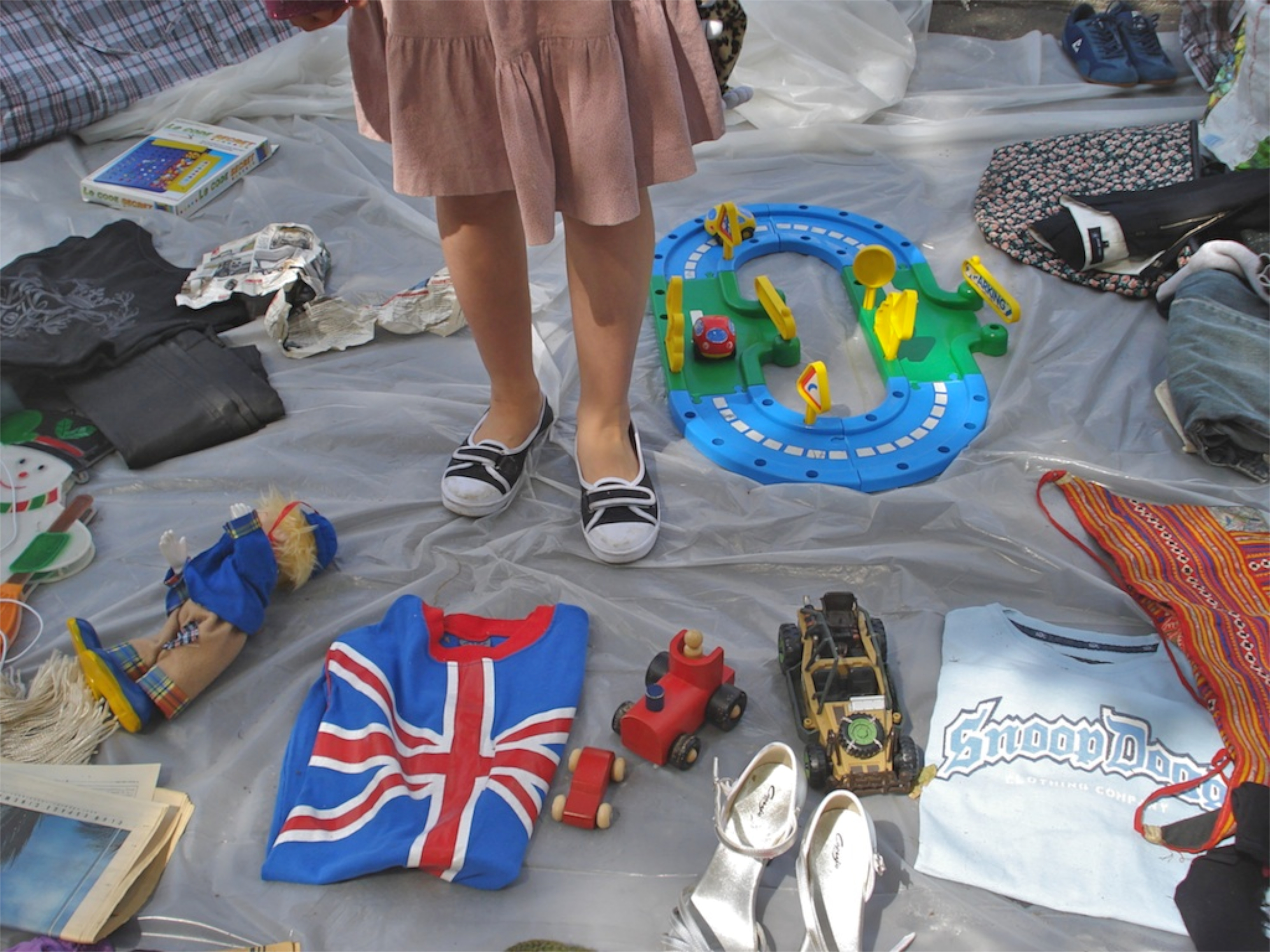
Objets divers proposés par un exposant

Un vide-grenier à domicile peut s'organiser aussi bien dans sa maison ou son appartement que dans son jardin, sa cour ou son garage. Le vide-grenier à domicile permet généralement de vendre des objets dans une ambiance détendue et sympathique. Généralement, le vendeur propose aux acheteurs cafés et boissons fraîches. L'activité est bien entendue plus adaptées aux beaux jours afin d'exposer ses objets dans une cour ou un grand jardin.

## Histoire
Les vide-greniers à domicile sont apparus dans un premier temps aux États-Unis, où ils sont nommés Yard sales ou Garage sales et sont devenus aussi populaires que les vide-greniers classiques. Le concept est encore récent en France et n'est pas encore réellement entré dans les habitudes des chineurs.

## Réglementation
L'organisateur d'une vide-grenier à domicile en France doit au préalable faire une déclaration auprès de la mairie de la commune où il compte organiser la manifestation.